# Kapuzinergruft (Palermo)

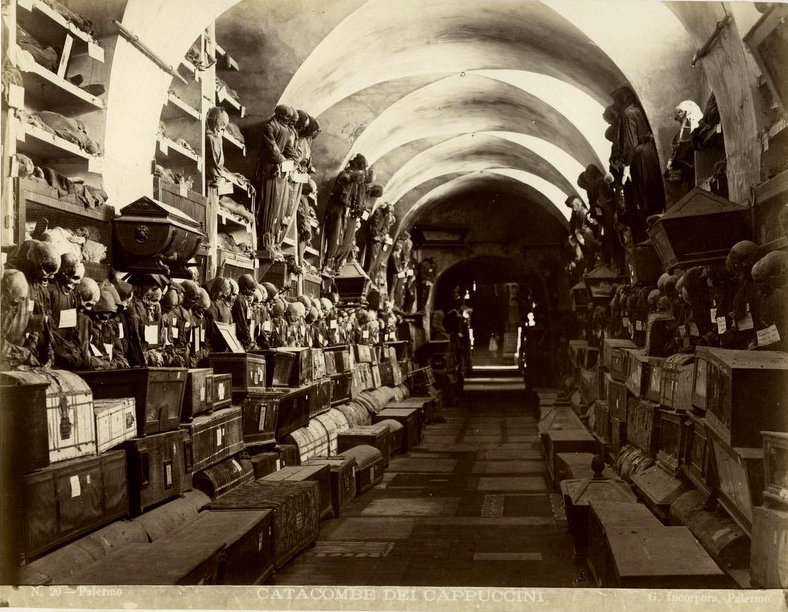
Fotografie von Giuseppe Incorpora (1834–1914)

Die Kapuzinergruft von Palermo (italienisch Le Catacombe dei Cappuccini) ist eine weitläufige Gruftanlage unter dem Kapuzinerkloster in Palermo und mit ihren natürlichen Mumien eine der bekanntesten Grablegen der Welt. Die Ausstellung der Mumien erfolgt mit dem Ziel, die Besucher an ihre eigene Vergänglichkeit zu erinnern.

## Entstehung

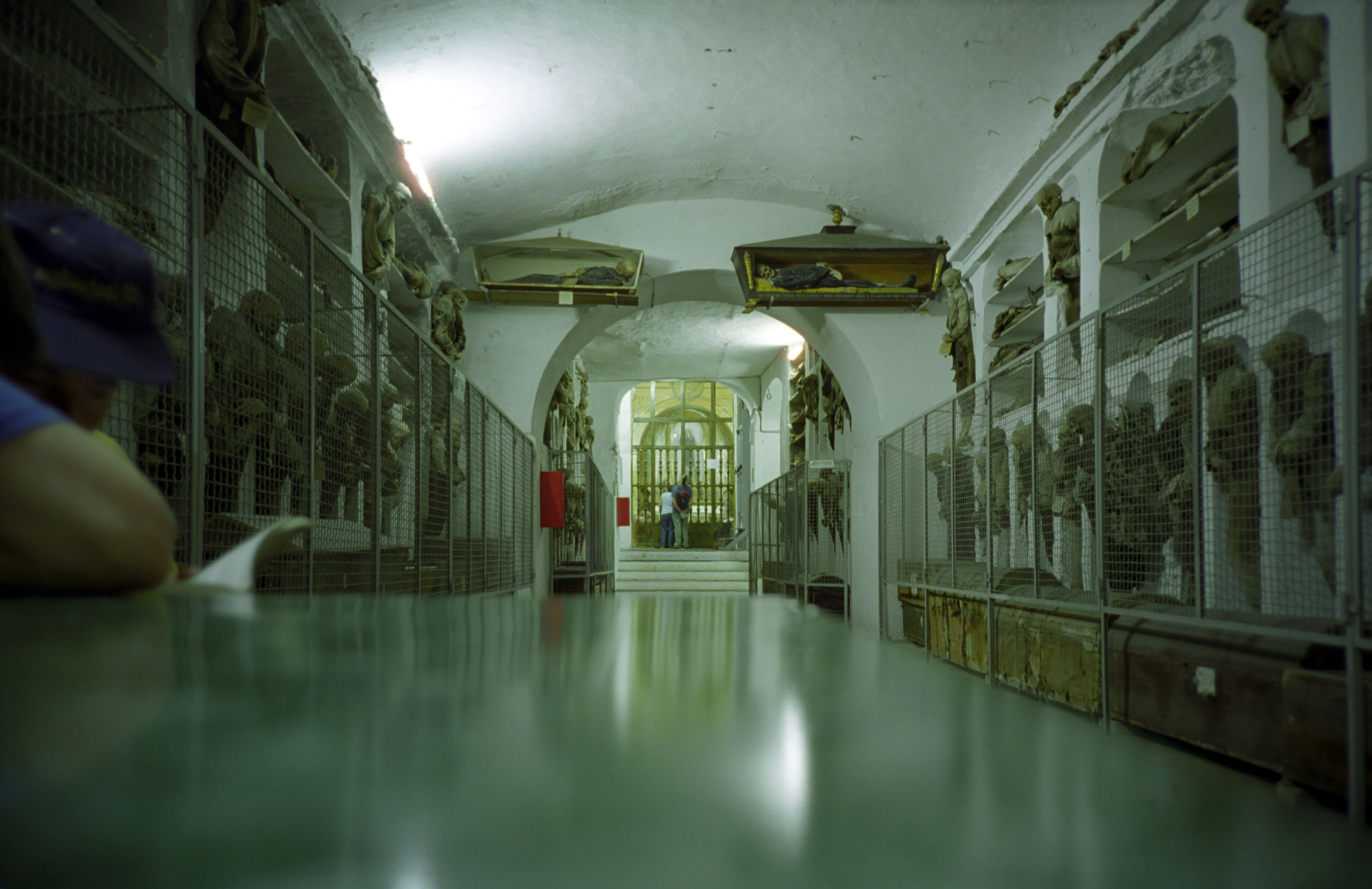
Blick vom Eingangsbereich durch einen Teil des Kreuzgangs zur Kapelle der hl. Rosalia

Im Jahre 1534 bauten die Kapuziner, ein erst kurz zuvor gegründeter Reformzweig der Franziskaner, vor den Toren der Stadt Palermo ihr erstes Kloster auf sizilianischem Boden. 1599 entschloss man sich, unterhalb des Hochaltars ein größeres Grabgewölbe auszuheben, weil der Raum für die wachsende Zahl der Brüder nicht mehr ausreichte. Als die Ordensbrüder hinunterstiegen, um die 40 Leichname aus der alten in die neue Gruft zu überführen, entdeckten sie, dass einige der Leichname nur wenige Anzeichen von Verwesung aufwiesen. Der Abt veranlasste, diese als Memento mori an den Wänden aufzustellen. Der älteste noch erhaltene Leichnam ist der des Bruders Silvestro da Gubbio († 1599).
Bis 1670 diente die neue Kapuzinergruft vornehmlich den Kapuzinern als Grabstätte. Im Laufe der Zeit aber nahm das Verlangen der Bevölkerung nach einer Bestattung in der Gruft des Klosters immer mehr zu. Vor allem Angehörige der palermitanischen Oberschicht wollten dort beigesetzt werden. Diesem Verlangen konnte sich der Konvent auf Dauer nicht verschließen, zumal sich darunter viele Wohltäter des Klosters befanden. Die Erlaubnis zur Bestattung in der Gruft erteilten bis 1739 das Generalkapitel und die Superioren der Kapuziner, danach die Prioren des Klosters.
Das Verlangen der besseren Kreise Palermos nach einem Begräbnis bei den Kapuzinern hielt mehr als zwei Jahrhunderte unvermindert an. Erst im Jahre 1837 verbot die Regierung diese Art der Bestattung. Es fanden zwar noch bis 1881 Bestattungen statt, allerdings mussten die Leichname in Särgen bestattet werden. Seitdem ist die Gruft unverändert. Insgesamt sind derzeit noch etwa 2063 Mumien in den Katakomben, teilweise in Särgen, vorhanden.

## Aufbau der Gruft
Insgesamt gibt es fünf Korridore: einen für Männer, einen für Frauen, einen Korridor der „Professionisti“ (Ärzte, Rechtsanwälte, Lehrer, Künstler, Politiker sowie Offiziere des bourbonischen und italienischen Heeres), einen für Priester und einen Korridor für die Kapuziner, außerdem zwei Nischen (je eine Nische für Jungfrauen und eine Nische für Kinder), die Kapelle der hl. Rosalia und weitere Räume. Einer davon ist einer der geöffneten „Colatoi“, in diesem befinden sich bis heute zwei getrocknete Mumien.
In der Kapelle der hl. Rosalia befand sich bis 1866 eine Holzskulptur der Schmerzensmutter, geschaffen von dem Kapuziner Br. Benedetto Valenza in der zweiten Hälfte des 18. Jahrhunderts. Die Statue wurde dann an den Eingang der Katakomben versetzt, dort befindet sie sich heute noch.
Viele Särge des Frauenganges fielen einem Bombenangriff am 11. März 1943 auf Palermo zum Opfer, bei dem die Gruft getroffen wurde.
Auch bei einem Brand im Jahre 1966 wurden in diesem Bereich weitere Särge beschädigt oder vernichtet.

## Bekanntere Bestattete

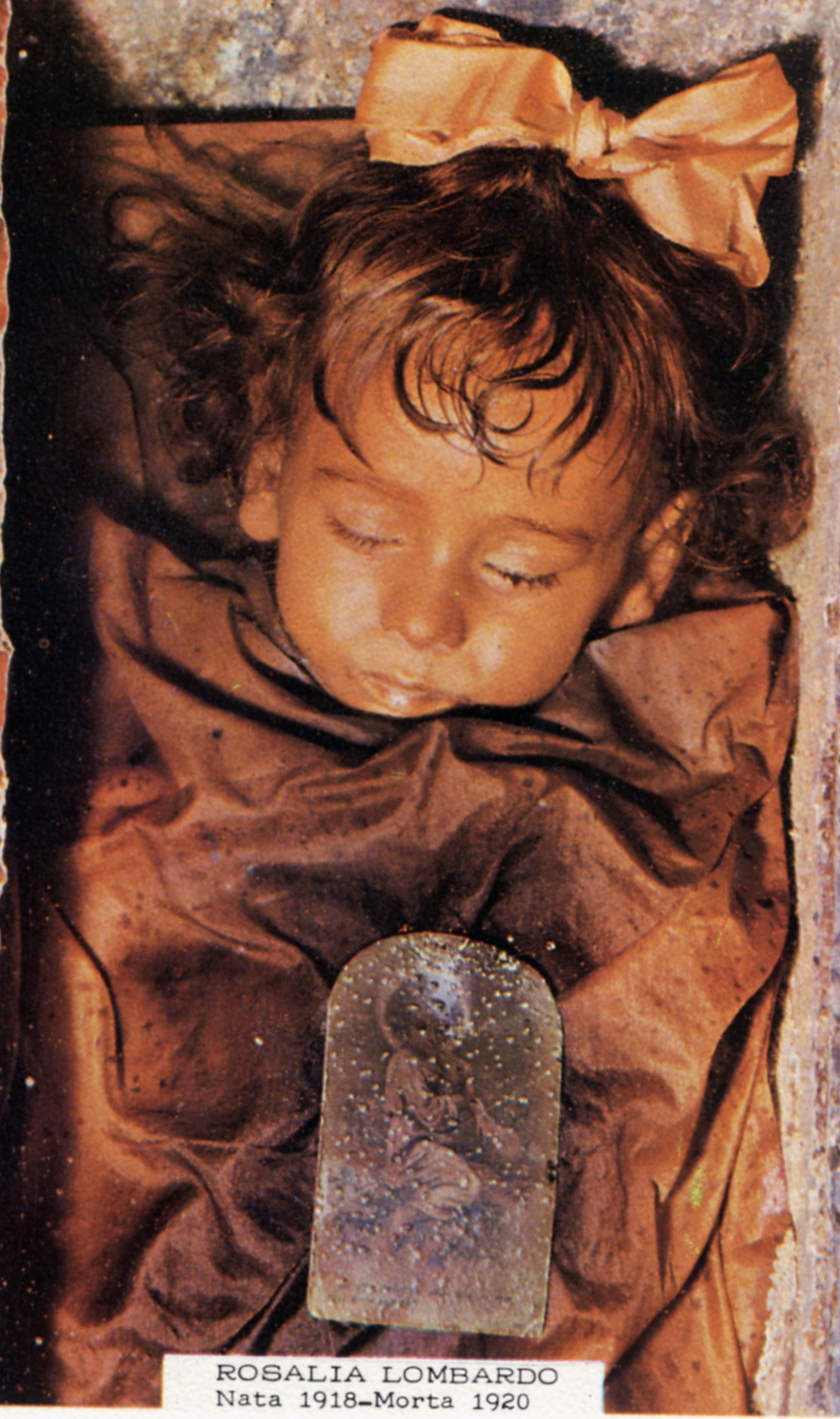
Rosalia Lombardo

Unter den Bestatteten sind auch einige bekanntere Persönlichkeiten, so der Schriftsteller Alessio Narbone und Don Vincenzo Agati († 3. April 1731 in Palermo), ebenso Ayala, der Sohn eines tunesischen Königs. Dieser trat später zum Katholizismus über und nahm den Namen Filippo d’Austria an († 20. September 1622). Außerdem sind die Bildhauer Filippo Pennino und Lorenzo Marabitti sowie der Medikus Salvatore Manzella in der Gruft bestattet. Im sogenannten „Priestergang“ befindet sich der Leichnam von Franco D’Agostino, eines Bischofs des byzantinischen Ritus im Ornat.
Unter den Verstorbenen in der Kapelle der hl. Rosalia befindet sich der unvergleichlich erhaltene Leichnam der fast zweijährigen Rosalia Lombardo, die am 6. Dezember 1920 an der Spanischen Grippe starb. 2009 entdeckte man ein Schriftstück, das die Mischung aus Glycerin, Formalin, Zinksulfat und weiteren Bestandteilen beschreibt, das der mit der Mumifizierung beauftragte Alfredo Salafia verwendet hatte. 

## Bilder

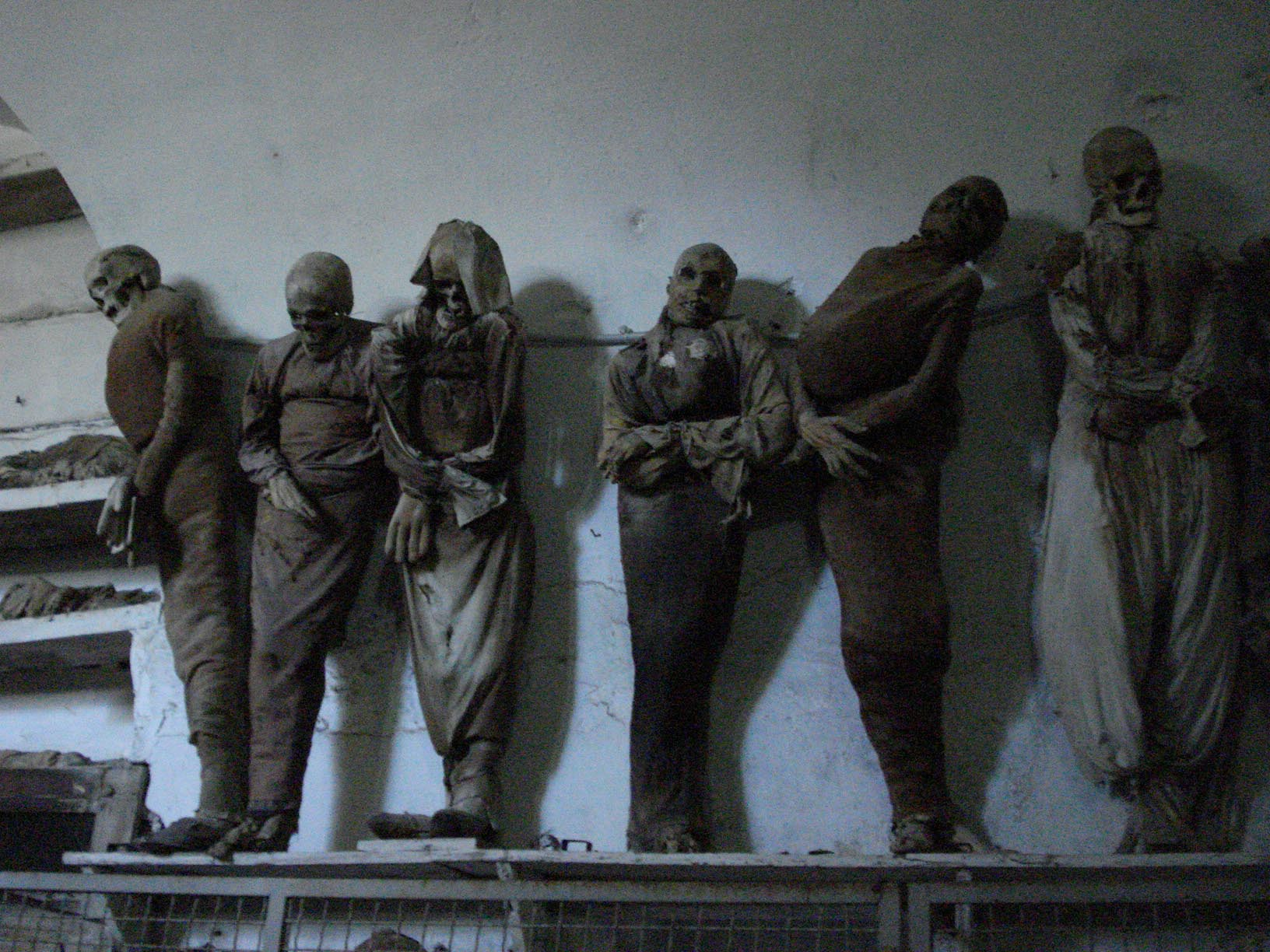
Korridor der Männer
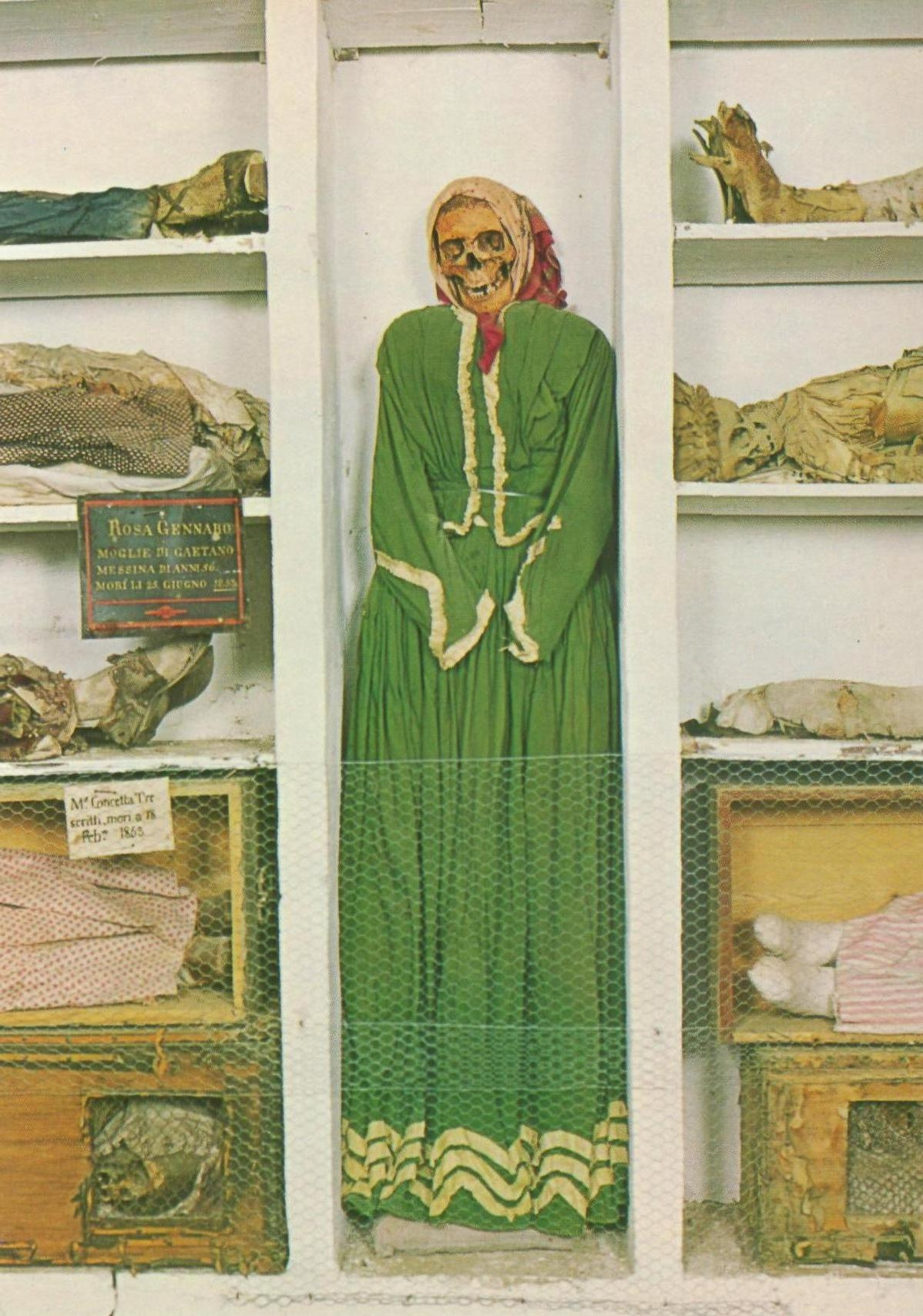
Korridor der Frauen
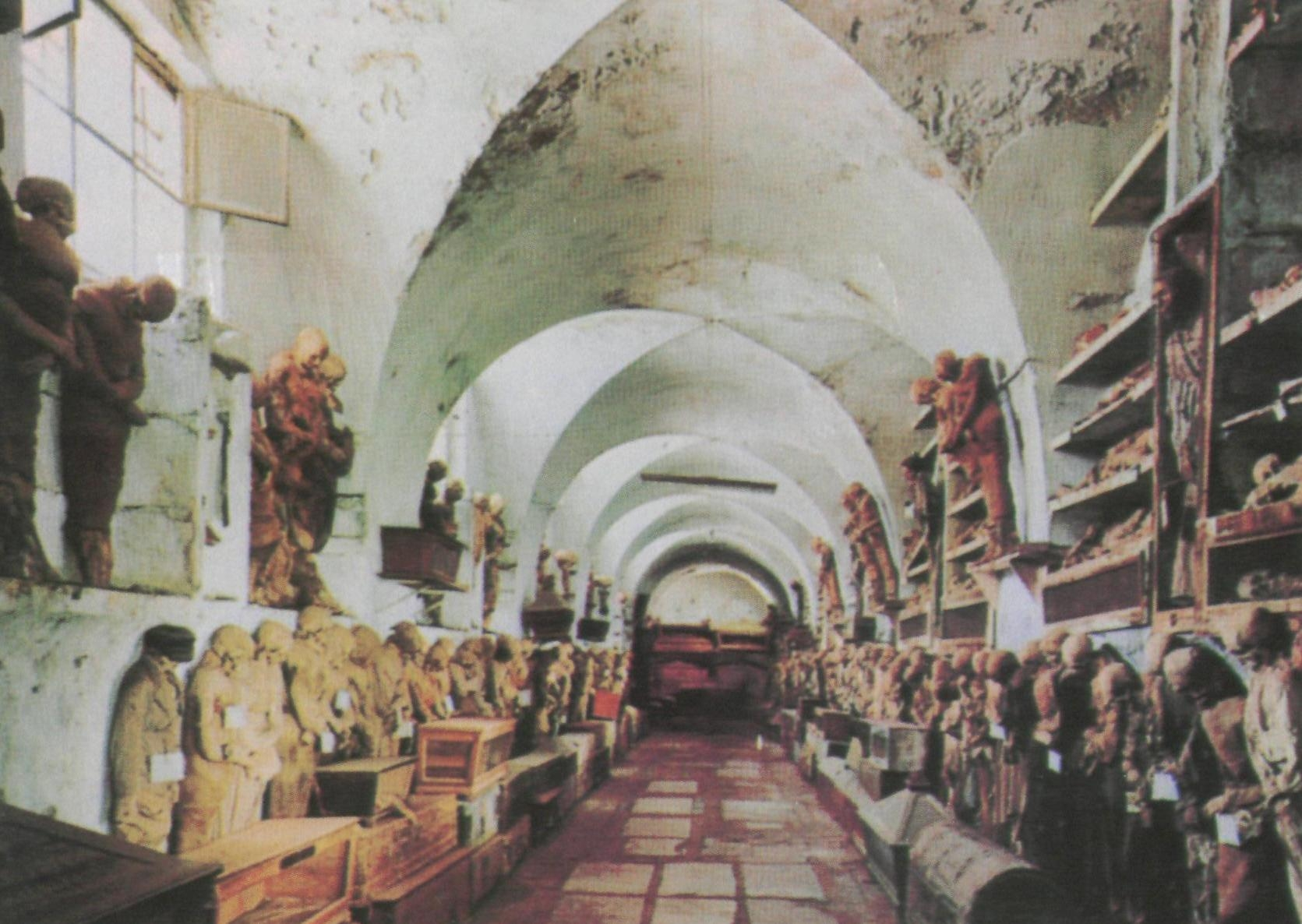
Korridor der Professionisti
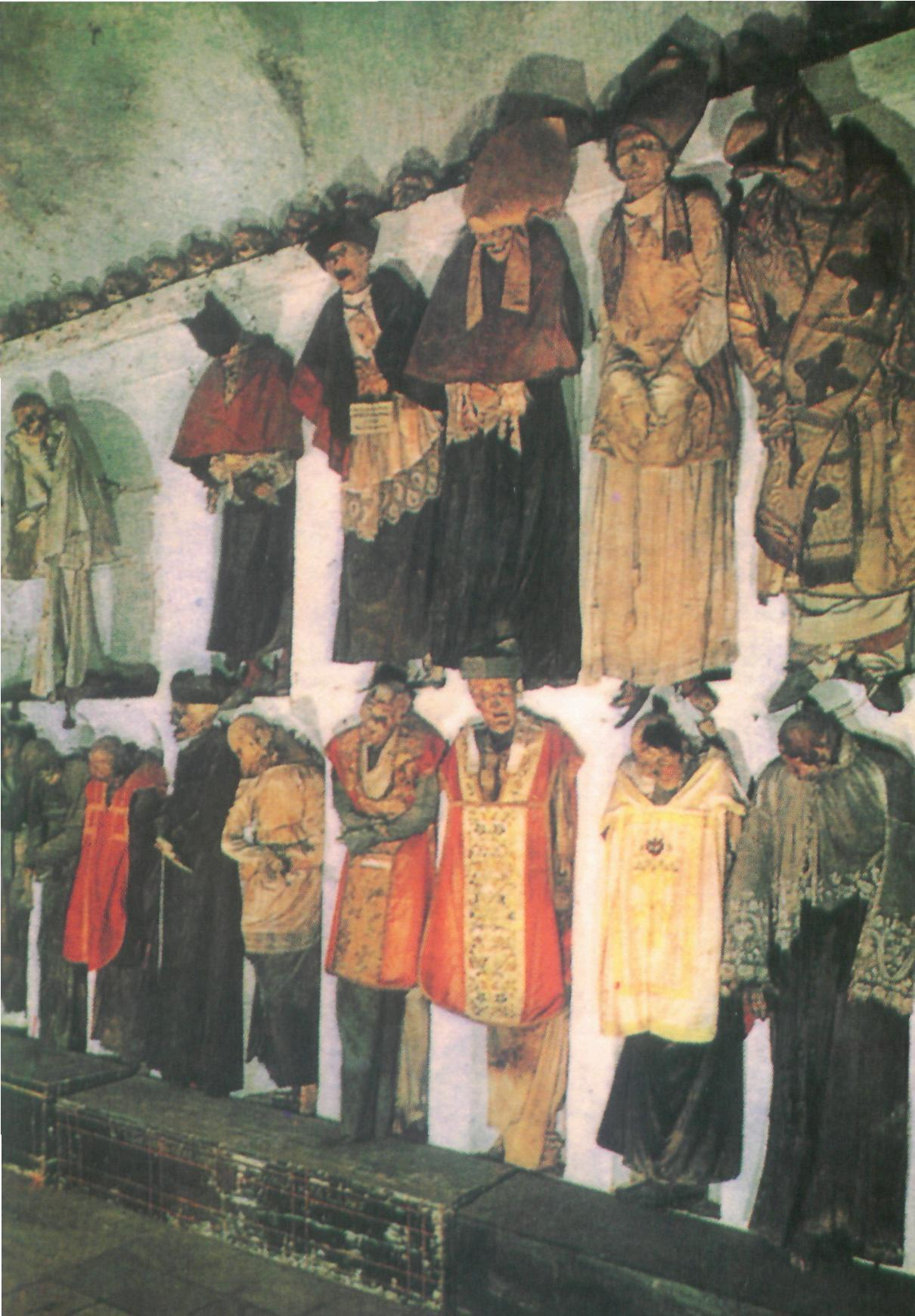
Korridor der Priester
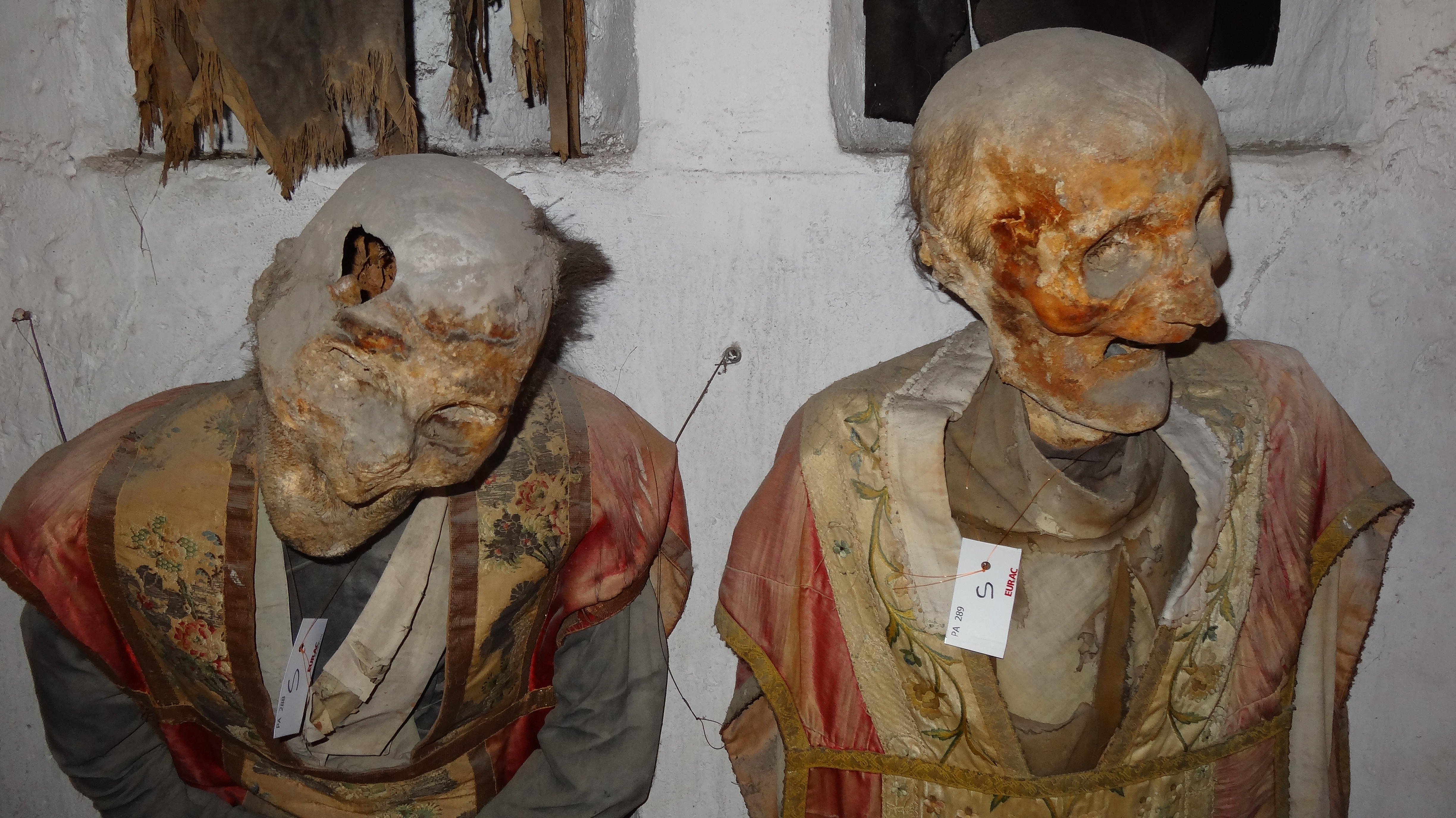
Priester im Mai 2012
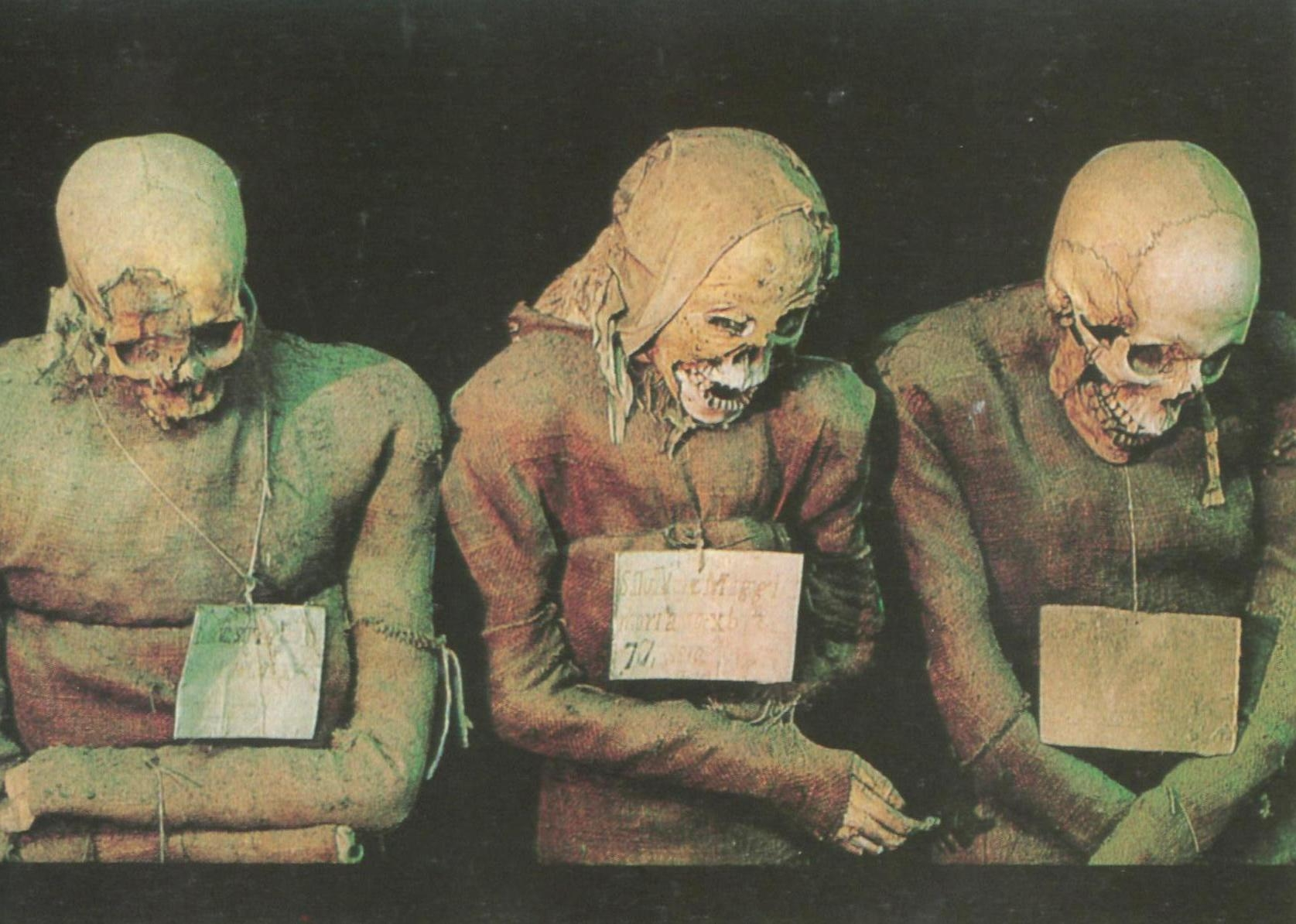
Korridor der Kapuziner
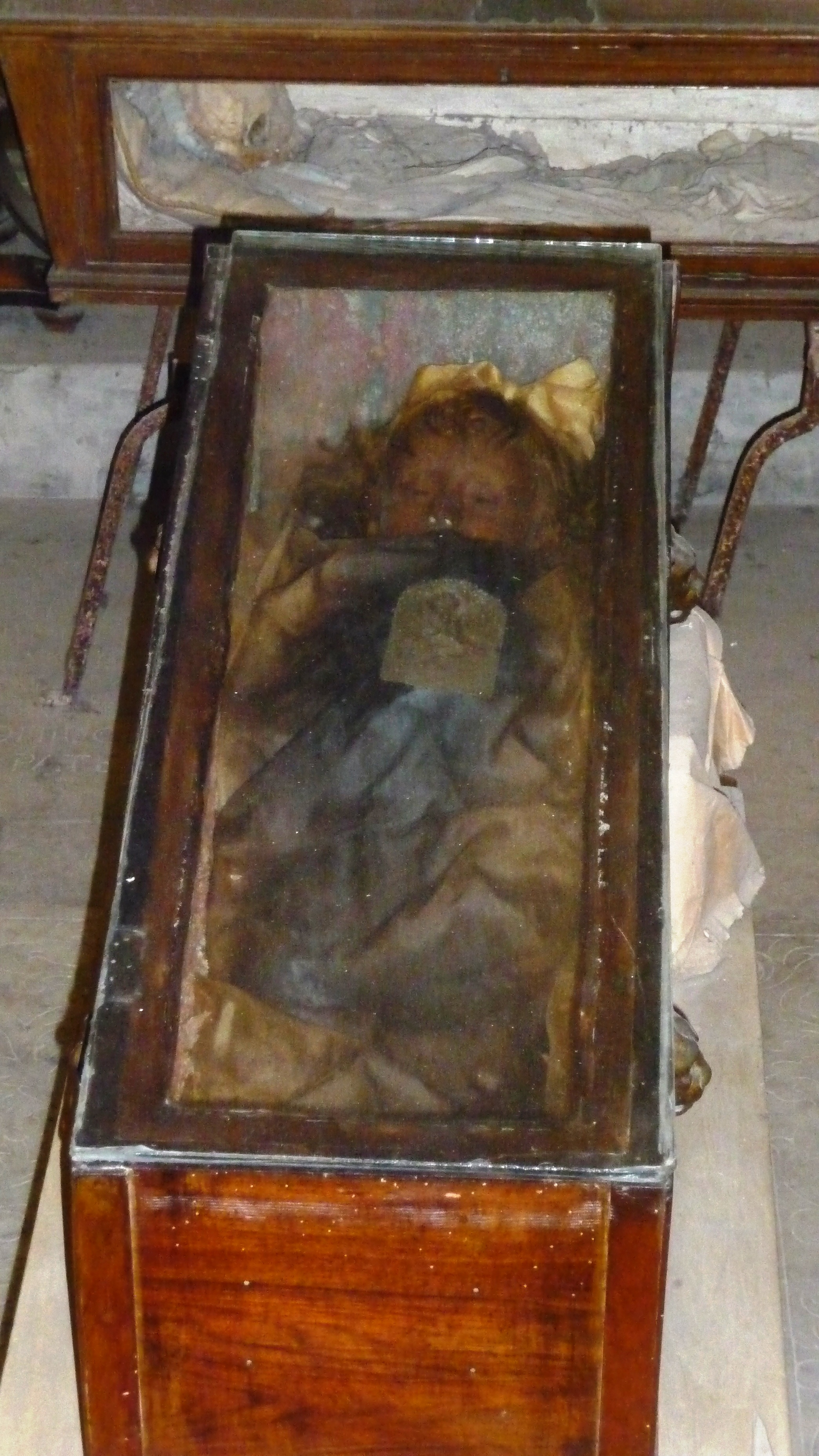
Sarg Rosalia Lombardos im März 2011
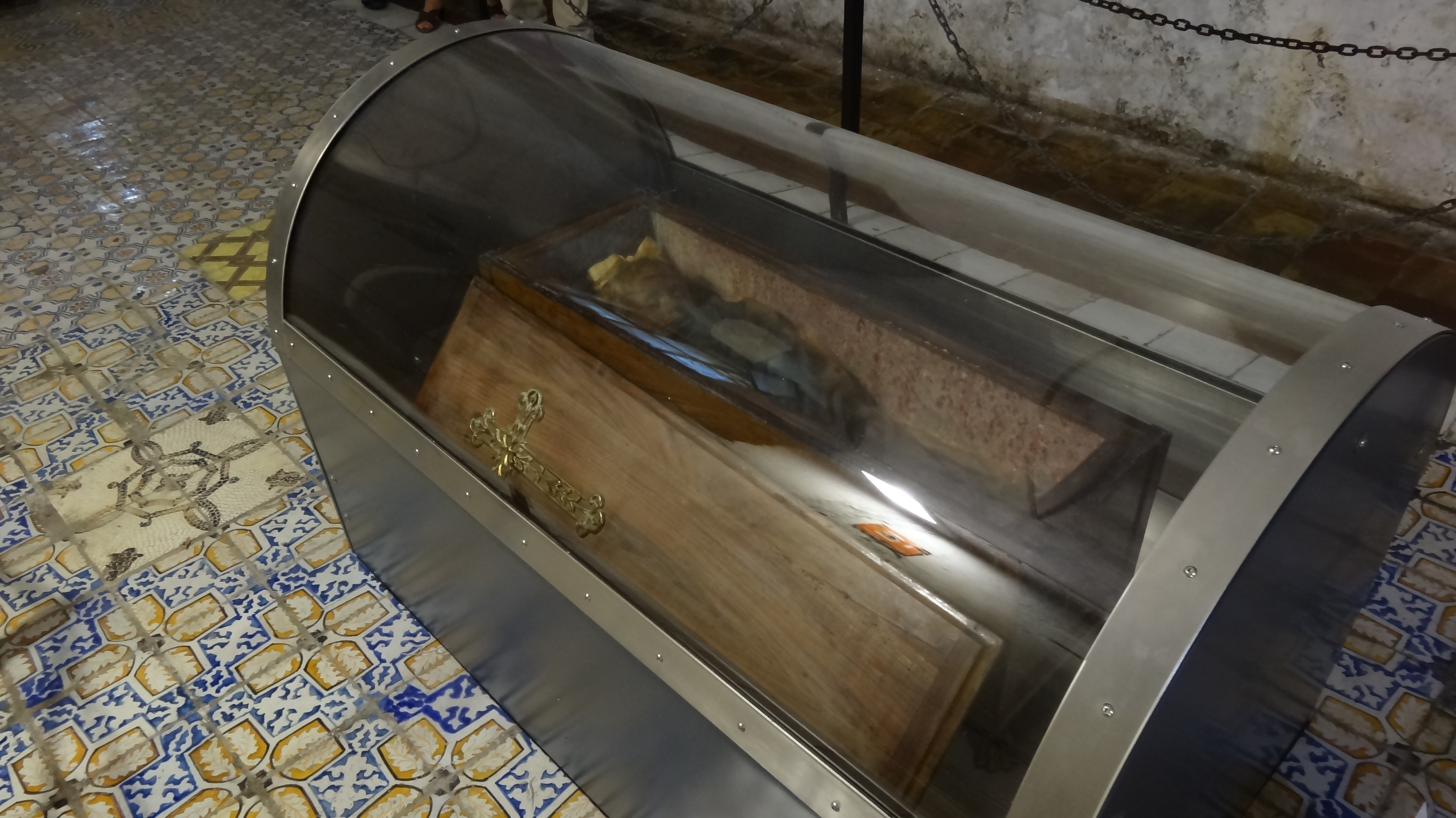
Neuer Glassarg Rosalia Lombardos im Mai 2012

## Rezeption

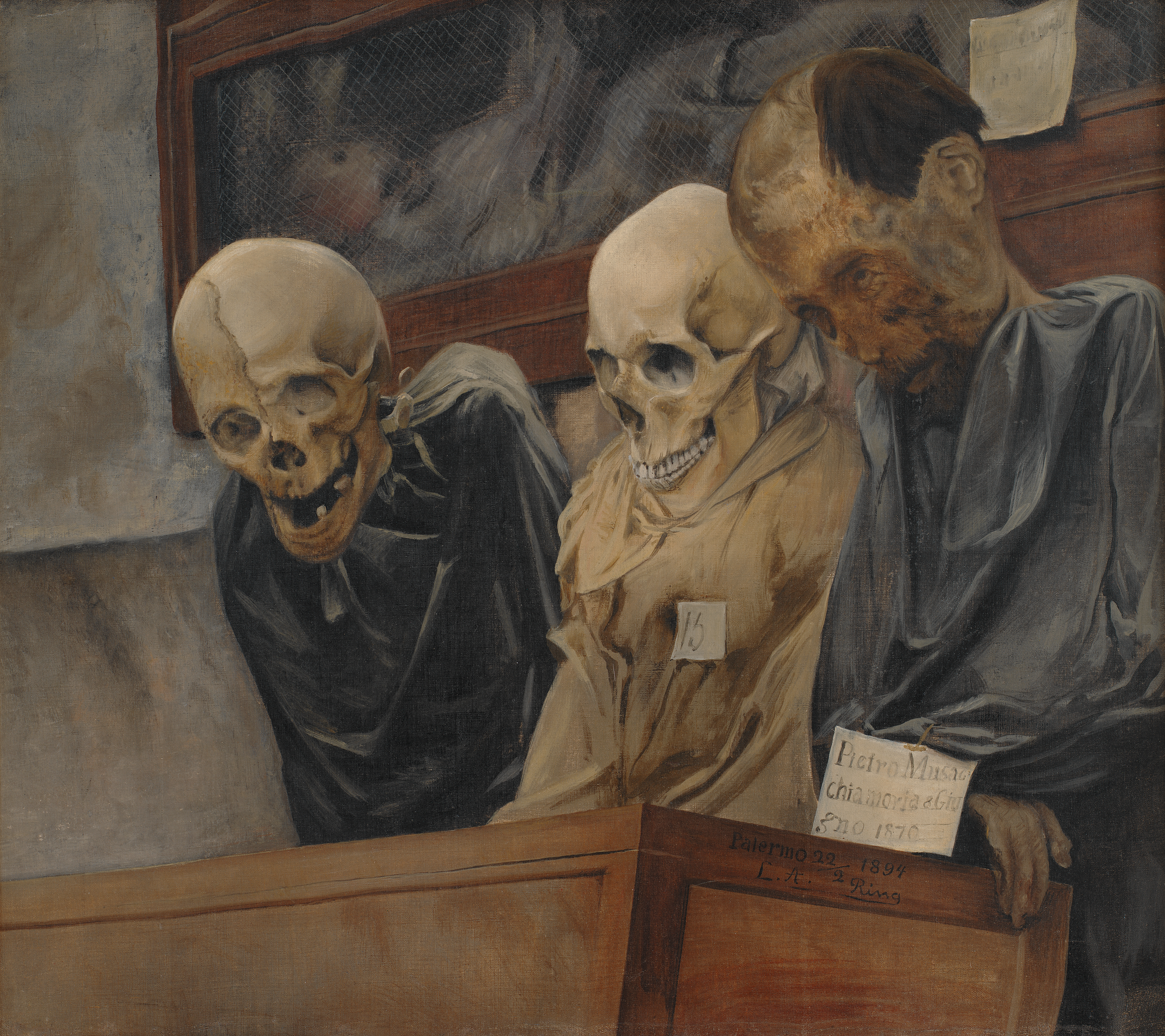
„Drei Schädel aus der Kapuzinergruft bei Palermo“ von Lauritz Andersen Ring

Die Katakomben wurden verschiedentlich beschrieben, literarisch verarbeitet hat sie Ippolito Pindemonte mit seinem Gedicht I Sepolcri. Er besuchte die Gruft am 2. November 1777. Die Straße zwischen dem Corso Calatafimi und dem Kapuzinerkloster, zu dem die Gruft gehört, wurde nach ihm Via Ippolito Pindemonte benannt.

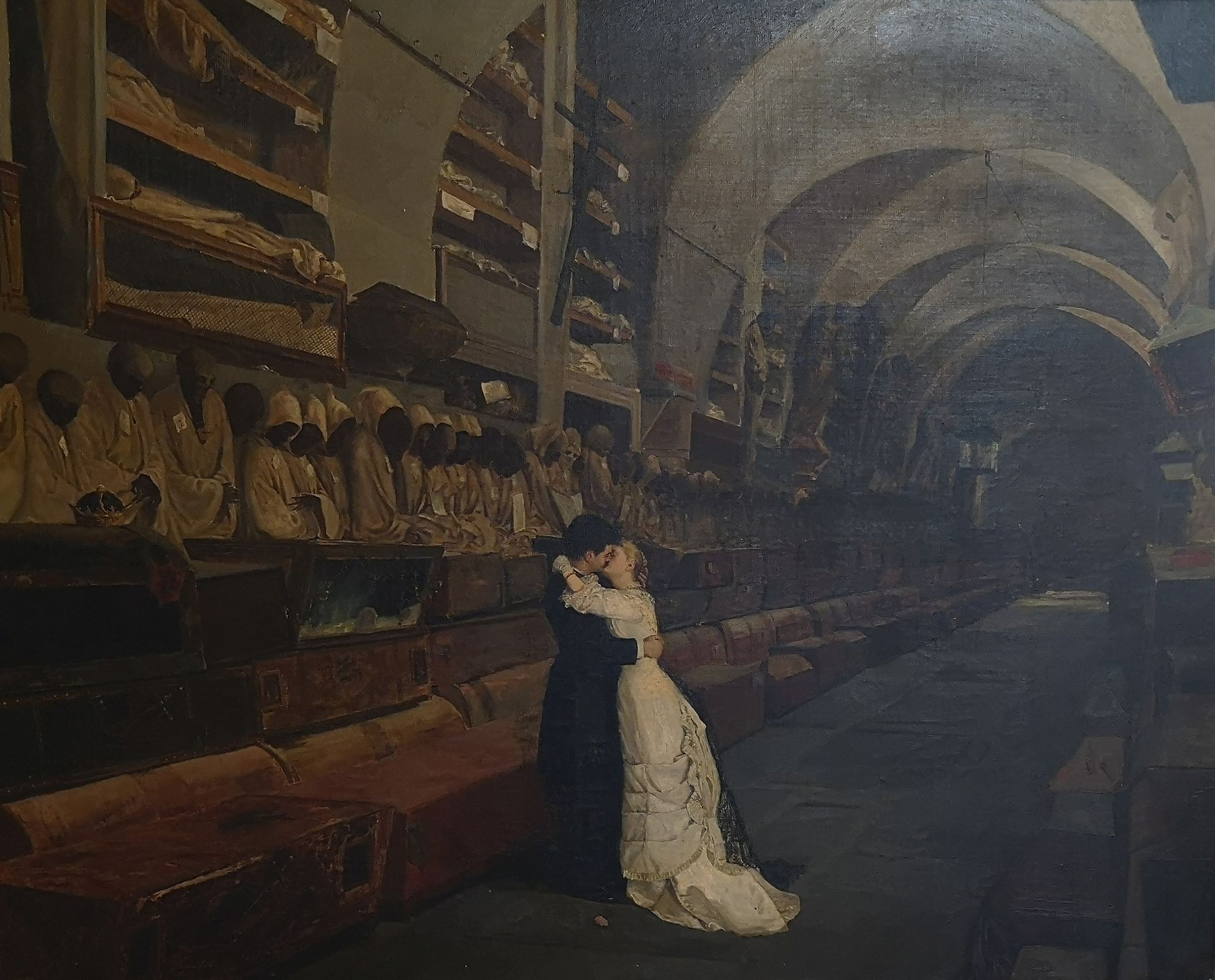
„Liebe und Tod“ von Calcedonio Reina

Der italienisch-französische Thriller Die Macht und ihr Preis (1976) beginnt in den Katakomben. Im Spielfilm Palermo Shooting von Regisseur Wim Wenders mit Hauptdarsteller Campino von 2008 stellt die Kapuzinergruft einen Schauplatz der Handlung dar.
Auch in der Bildenden Kunst wurde die Kapuzinergruft mehrfach rezipiert. Das Gemälde Amore e morte („Liebe und Tod“) des Malers Calcedonio Reina aus dem Jahr 1881 nutzt die sie als Hintergrund und Gegensatz für eine Liebesszene. Tre dødningehoveder fra Convento dei Cappucini ved Palermo („Drei Schädel aus der Kapuzinergruft bei Palermo“) von Lauritz Andersen Ring aus dem Jahr 1894 zeigt drei Mumien aus der Gruft. Zudem gibt es Zeichnungen, Drucke und Grafiken verschiedener Künstler, darunter Wijnand Otto Jan Nieuwenkamp.